# Santa Fe del Penedès
Santa Fe del Penedès – gmina w Hiszpanii, w prowincji Barcelona, w Katalonii, o powierzchni 3,37 km². W 2011 roku gmina liczyła 384 mieszkańców.